# Pappa och vi
Pappa och vi (engelska: Life with Father) är en amerikansk långfilm från 1947 i regi av Michael Curtiz, med William Powell, Irene Dunne, Elizabeth Taylor och Edmund Gwenn i rollerna. Manuset bygger på en pjäs av Howard Lindsay och Russel Crouse som bygger på böckerna Life with Father och God and My Father av Clarence Day, Jr.. Filmen nominerades till fyra Oscars, bland annat Bästa manliga skådespelare för William Powell.

## Handling
Året är 1883 i New York. Den framgångsrika affärsmannen Clarence Day (William Powell) försöker sköta sitt hem lika effektivt som sin affärsverksamhet. Han har ett hett temperament som ofta leder till utbrott och trots hans fru Vinnies (Irene Dunne) charm så kan de inte behålla några husor längre än några dagar. De har fyra söner, rödhåriga precis som sina föräldrar. Att hålla allt detta i skick kräver mycket tålamod som Clarence inte besitter.

## Om filmen
Pappa och vi har visats i SVT, bland annat 1997 och i november 2019.

## Rollista
| William Powell   | – Clarence Day   |
| Irene Dunne      | – Vinnie         |
| Elizabeth Taylor | – Mary           |
| Edmund Gwenn     | – Rev. Dr. Lloyd |
| Zasu Pitts       | – Cora           |
| Jimmy Lydon      | – Clarence       |
| Emma Dunn        | – Margaret       |
| Moroni Olsen     | – Dr. Humphries  |
| Elisabeth Risdon | – Mrs. Whitehead |
| Derek Scott      | – Harlan         |
| Johnny Calkins   | – Whitney        |
| Martin Milner    | – John           |
| Heather Wilde    | – Annie          |
| Monte Blue       | – Polis          |
| Mary Field       | – Nora           |

## Produktion
För rättigheterna till den framgångsrika pjäsen betalade Warner Bros. det högsta priset som dittills betalats (500 000 dollar och hälften av vinsterna). För att göra filmen så lik ursprungsmaterialet som möjligt togs pjäsförfattarna Lindsay och Crouse och även Days änka till Hollywood för att vara rådgivare vid inspelning. Dessa hade även vetorätt om förändringar av materialet, även om manusförfattaren Donald Ogden Stewart utnyttjade förändringen från pjäs till film genom att förflytta scener från hemmet till olika platser i staden.
På grund av konflikter med Clarence Days arvingar drogs filmen tillbaka efter sin första release och copyrighten förlängdes inte. Filmen hamnade i public domain 1975 och kan lagligt tas hem ifrån exempelvis Internet Archive.

## Mottagande
Filmen blev en publiksuccé och nominerades till fyra Oscars.

## Utmärkelser
- Oscar[4]
  - Nominerad: Bästa manliga skådespelare (William Powell)
  - Nominerad: Bästa foto (färg) (Peverell Marley, William V. Skall)
  - Nominerad: Bästa scenografi (färg) (Robert M. Haas, George James Hopkins)
  - Nominerad: Bästa musik (drama eller komedi) (Max Steiner)